# Залізнична слобідка (Сімферополь)
Залізнична слобідка (крим. Demiryol maallesı), Залізнична слобода — історична місцевість Сімферополя, в Залізничному районі міста, отримала назву від залізничного вокзалу Сімферополь-Пасажирський.
Також зустрічається назва Жандармська слобідка, або як альтернативна назва Залізничної, або як її частина.

## Опис

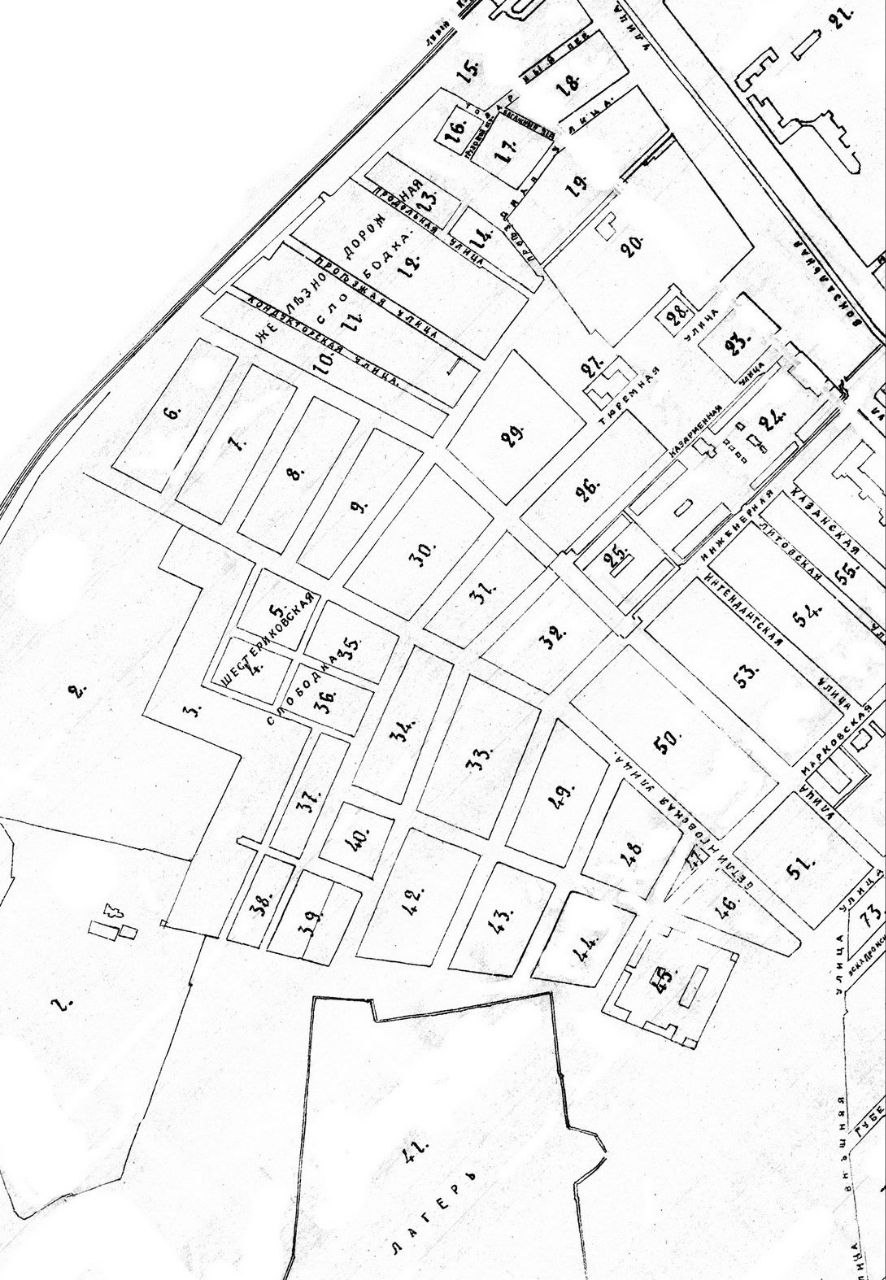
Залізнична слобідка на плані Сімферополя 1910-років

Сучасний житловий масив, що обмежений залізницею та залізничним вокзалом на півночі, бульваром Леніна на сході, вулицями Павленко та Гоголя на півдні.
Основні вулиці: Спера, Дзюбанова, Герцена, Чернишевського, Слуцького, Кондукторська, Червоних підпільників, Проїзна, Вокзальний провулок.
Зараз на території знаходиться вокзал Сімферополь, Привокзальний ринок, дитячі садочки №13 та №48, Сімферопольський слідчий ізолятор.

## Історія

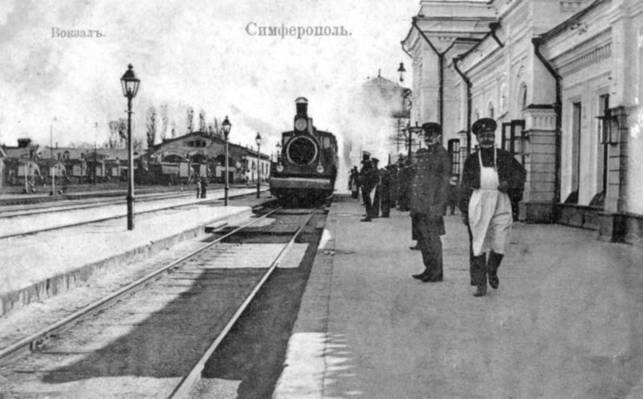
Вокзал Сімферополя, 1896 рік

Поява слобідки зв'язана з прокладенням у 1874 році залізничного сполучення на Лозово-Севастопольській залізниці та відкриття залізничної станції. Це прискорило розвиток міста у західному напрямку від старого кордону міста (сучасна вулиця Толстого). Біля станції виникла найбільша робітнича слобода Сімферополя — Залізнична.
Влада Сімферополя та місцеві підприємці спеціально виділили землю недалеко від міста. Це була заболочена місцевість, на місці залізничного вокзалу, що нині існує, полювали на качок, це одне з найнижчих місць у Сімферополі, тому після великих дощів тут завжди накопичується багато води.
У Залізничній слободі селилися здебільшого ті, хто працював на станції Сімферополь.